# Трескин, Анатолий Владимирович
Анатолий Владимирович Трескин (1905—1986) — советский реставратор и художник.

## Биография
Родился в 1905 году в Санкт-Петербурге. Окончил художественно-промышленный техникум при Вхутемасе (преподаватели В. Н. Кучумов, В. А. Кузнецов и Д. И. Киплик).
В довоенные годы занимался реставрацией живописного декора в Шуваловском, Юсуповском, Строгановском дворцах, а также как художник-монументалист расписывал дворцы культуры, санатории, рабочие клубы.
Во время ВОВ Трескин А. В. состоит в РККА с 1942 года, является военным художником, имеет звание ст. лейтенанта административной службы. Работал на полуострове Ханко, а затем в блокадном Ленинграде. Занимал должность главного художника Политуправления Балтийского флота, писал портреты героев-моряков и летчиков, создав портретную галерею Героев Советского Союза: К. П. Антоненко, Осипова, П. А. Бринько, Гранина. Выполнял многочисленные плакаты, листовки в технике автолитографии, в частности, для альбома «Герои Балтики» (1943—1944), писал батальные картины, прославлявшие мужество и героизм защитников Ленинграда. 
После войны Трескин А. В. участвовал в реставрации монументальной живописи Мариинского и Малого Оперного театров, залов Эрмитажа и Русского музея, парковых павильонов и дворцовых залов Ораниенбаума, Царского Села, соборов Новгорода, Пскова и Суздаля. В 1950 — 1970 годы возглавлял работы по восстановлению росписей Павловского дворца.
В колорите и композиционном решении станковых произведений художника — натюрмортах, портретах, пейзажах — ощутимо влияние живописи мастеров прошлых веков.
Работы Трескина А. В. находятся в музеях Санкт-Петербурга и частных коллекциях.
Умер в 1986 году в Ленинграде.

## Награды и премии
- Государственная премия РСФСР в области архитектуры (1972) — за воссоздание и реставрацию выдающихся памятников истории и культуры Ленинграда и его пригородов
- орден Красной Звезды (номер Указа/Приказа 133, 06.11.1944, № записи в БД 1424680352)
- орден Отечественной войны II степени (№ наградного документа 176, от 06.11.1985, № записи в БД — 1521048347)[1].
- медали
- Золотая медаль АХ СССР